# Этилтиобензимидазол
Этилтиобензимидазол, или Беметил — синтетический актопротектор, обладающий ноотропной, регенеративной, антигипоксической активностью. Используется в виде гидробромной соли.

## Фармакологическое действие
Оказывает психостимулирующее действие, обладает антигипоксической активностью, повышает устойчивость организма к гипоксии и увеличивает работоспособность при физических нагрузках. Рассматривается как представитель новой группы — актопротекторных препаратов. Механизм действия заключается в активации синтеза РНК и белков в различных клетках, в том числе синтез ферментативных, структурных, и белков, имеющих отношение к иммунной системе. Активирует синтез ферментов глюконеогенеза, обеспечивающих утилизацию лактата — фактора, ограничивающего работоспособность и ресинтез углеводов — важнейших источников энергии при интенсивных нагрузках, что ведет к повышению физической работоспособности. Усиление образования митохондриальных ферментов и структурных белков митохондрий обеспечивает увеличение энергопродукции и поддержание высокой степени сопряженности окисления с фосфорилированием. Поддержание высокого уровня синтеза АТФ при дефиците кислорода способствует выраженной антигипоксической и противоишемической активности препарата.
Препарат усиливает синтез антиоксидантных ферментов и обладает выраженной антиоксидантной активностью. После однократного приема обнаруживается в крови через 30 мин, максимальный эффект достигается через 1—2 ч, продолжительность действия — 4—6 ч. На фоне курсового приема эффект обычно нарастает в первые 3—5 дней, затем устойчиво поддерживается на достигнутом уровне.

## Фармакокинетика
Хорошо всасывается из желудочно-кишечного тракта после приема внутрь, активно метаболизируется в печени. При длительном курсовом непрерывном приеме, особенно в больших дозах, может отмечаться тенденция к кумуляции препарата с повышением его концентрации в крови к 10—12 дню применения.

## Противопоказания
Гиперчувствительность.

### C осторожностью
Выраженная печеночная недостаточность (острый вирусный гепатит, цирроз, токсические поражения).
Артериальная гипертензия, глаукома, беременность, период лактации.

## Побочные эффекты
Дискомфорт в эпигастральной области и правом подреберье, тошнота, рвота, гиперемия кожи лица, ринит, головная боль (в этих случаях необходимо уменьшить дозу или прекратить прием препарата). При превышении рекомендуемых доз или длительном применении препарата без перерывов возможна кумуляция с развитием избыточного стимулирующего эффекта, в том числе возбуждение, нарушение сна.

## Взаимодействие
Ингибиторы микросомального окисления (циметидин) могут повышать концентрацию препарата в крови. Этилтиобензимидазол усиливает положительные эффекты метаболических лекарственных средств, в том числе ноотропных лекарственных средств (в том числе пирацетам), антиоксидантов (в том числе альфа-токоферол), антигипоксантов (в том числе триметазидин), нестероидных анаболических препаратов (рибоксин), калия и магния аспарагината, глутаминовой кислоты, витаминов, а также антиангинальных лекарственных средств (нитраты, бета-адреноблокаторы).

## Физические свойства
Белый или белый с кремоватым оттенком кристаллический порошок. Растворим в воде с образованием мутных растворов; растворим в спирте.